# Pokal evropskih prvakov 1957-58
Pokal evropskih prvakov 1957-58 je bila prva sezona evropskega klubskega košarkarksega tekmovanja danes znanega kot Evroliga.

## Prvi predkrog
| Prvo moštvo            | Skup. Rez. | Drugo moštvo        | 1. tekma | 2. tekma |
| ---------------------- | ---------- | ------------------- | -------- | -------- |
| Jeunesse Sportivo Alep | *          | Union Basket Beirut |          |          |

*Union Basket Beirut se je umaknil iz tekmovanja

## Drugi predkrog
| Prvo moštvo         | Skup. Rez. | Drugo moštvo           | 1. tekma | 2. tekma |
| ------------------- | ---------- | ---------------------- | -------- | -------- |
| Panellinios Athens  | 132 - 138  | ASA Bucureşti          | 60-63    | 72-75    |
| Fenerbahce Istanbul | 112 - 160  | AŠK Olimpija           | 67-74    | 45-86    |
| Akademik Sofia      | 157 - 101  | Jeunesse Sportivo Alep | 84-58    | 73-43    |
| Royal Brussels      | 145 - 79   | Etzella Ettelbruck     | 82-43    | 63-36    |

## Prvi krog

### Skupina A
| Prvo moštvo        | Skup. Rez. | Drugo moštvo        | 1. tekma | 2. tekma |
| ------------------ | ---------- | ------------------- | -------- | -------- |
| ASK Riga           | 176 - 112  | Wissenschaft Berlin | 85 - 56  | 91 - 56  |
| Pantterit Helsinki | 131 - 133  | Legia Warszawa      | 64 - 62  | 67-71    |

### Skupina B
| Prvo moštvo            | Skup. Rez. | Drugo moštvo        | 1. tekma | 2. tekma |
| ---------------------- | ---------- | ------------------- | -------- | -------- |
| Jonction Geneva        | 54 - 84*   | Slovan Orbis Prague | 54 - 84  |          |
| Union Babenberg Vienna | 98 - 191   | Budapest Honvéd     | 55 - 83  | 43 - 108 |
| Simmenthal Milano      | 205 - 89   | Wolves Amsterdam    | 115 - 47 | 90 - 42  |

*Edina tekma je bila odigrana v Švici.
| Prvo moštvo         | Skup. Rez. | Drugo moštvo        | 1. tekma | 2. tekma |
| ------------------- | ---------- | ------------------- | -------- | -------- |
| Simmenthal Milano   | 65 - 47*   | Slovan Orbis Prague | 65 - 47  |          |
| Slovan Orbis Prague | 52 - 61    | Budapest Honvéd     | 52 - 61  |          |
| Simmenthal Milano   | 80 - 72    | Budapest Honvéd     | 80 - 72  |          |

| Moštvo              | T | Z | P | DK  | PK  | KR  | TOČ |
| ------------------- | - | - | - | --- | --- | --- | --- |
| Simmenthal Milano   | 2 | 2 | 0 | 145 | 119 | +26 | 4   |
| Budapest Honvéd     | 2 | 1 | 1 | 133 | 132 | +1  | 3   |
| Slovan Orbis Prague | 2 | 0 | 2 | 99  | 126 | -27 | 2   |

### Skupina C
| Prvo moštvo    | Skup. Rez. | Drugo moštvo     | 1. tekma | 2. tekma |
| -------------- | ---------- | ---------------- | -------- | -------- |
| Akademik Sofia | 161 -144   | AŠK Olimpija     | 81 - 80  | 80 - 64  |
| ASA Bucureşti  | 147 - 126  | Maccabi Tel Aviv | 84 - 65  | 63-61    |

### Skupina D
| Prvo moštvo          | Skup. Rez. | Drugo moštvo       | 1. tekma | 2. tekma |
| -------------------- | ---------- | ------------------ | -------- | -------- |
| Royal Brussels       | 174 - 127  | ASVEL Villeurbanne | 81 - 51  | 93 - 76  |
| Barreirense Barreiro | 90 - 154   | Real Madrid        | 51 - 68  | 40 - 86  |

## Četrtfinale
| Prvo moštvo       | Skup. Rez. | Drugo moštvo    | 1. tekma | 2. tekma |
| ----------------- | ---------- | --------------- | -------- | -------- |
| ASA Bucuresti     | 142 - 150  | Akademik Sofia  | 64 - 73  | 78 - 77  |
| Simmenthal Milano | 165 - 167  | Budapest Honvéd | 80 - 72* | 85 - 95  |
| Real Madrid       | 121 - 116  | Royal Brussels  | 78 - 59  | 43 - 57  |
| ASK Riga          | 154 - 122  | Legia Warsaw    | 93 - 59  | 61 - 63  |

*Rezultat tekme med obema kluboma na turnirju v prvem krogu skupine B je štel kot rezultat prve tekme.

## Polfinale
| Prvo moštvo     | Skup. Rez. | Drugo moštvo   | 1. tekma | 2. tekma |
| --------------- | ---------- | -------------- | -------- | -------- |
| Budapest Honvéd | 151 -165   | Akademik Sofia | 87 - 89  | 64 - 76  |
| ASK Riga        | *          | Real Madrid    |          |          |

*Real Madrid ni tekmoval, ker moštvi ni smelo potovati v Sovjetsko zvezo.

## Finale
1. tekma : 6. julij 1958

2. tekma : 17. julij 1958
| Prvo moštvo | Skup. Rez. | Drugo moštvo   | 1. tekma | 2. tekma |
| ----------- | ---------- | -------------- | -------- | -------- |
| ASK Riga    | 170 -152   | Akademik Sofia | 86 - 81  | 84 - 71  |